# الاثلة (ردمان)

تعديل مصدري - تعديل

الاثلة هي إحدى قرى عزلة ال عامر حوران بمديرية ردمان التابعة لمحافظة البيضاء، بلغ تعداد سكانها 302 نسمة حسب تعداد اليمن لعام 2004.